# Listă de filme românești/D
Aceasta este o listă de filme românești (artistice, de animație și documentare) care încep cu litera D:

## 0–9
- D-ale carnavalului (1958)
- D'ale carnavalului (film) (2002) (Teatru TV)
- D-ale zilei (1923)

## a
- Dacă bobul nu moare (2011)
- Dacii (film) (1966)
- Dallas (film) (2004)
- Damen tango (2004)
- Dansul -Cloșca cu puii de aur (1958)
- Darclée (1961)
- Daruri smulse naturii (1952)
- Datoria (1972)
- Datorie și sacrificiu (1926)

## e
- De 214 ori (1970)
- De Anul Nou, datini din Moldova (1972)
- De bună voie și nesilit de nimeni (1974)
- De ce are vulpea coadă? (1988)
- De ce n-are ursul coadă? (1957)
- De ce trag clopotele, Mitică? (1981)
- De dragul tău, Anca! (1983)
- De la lume adunate (1972)
- De la străbuni la strănepoți (1969)
- De trei ori București (1967)
- De vorbă cu frații plugari (1945)
- De-aș fi Harap Alb (1965)
- De-aș fi Peter Pan (1992)
- Declarație de dragoste (1985)
- Decolarea (1971)
- Delta Dunării (film) (1968)
- Delta necunoscută (1963)
- Delta, raiul albinelor (1964)
- Dem Rădulescu - Momente de Aur (2009) (TV)
- Departe de Tipperary (1973)
- Desene pe asfalt (1989)
- Desfășurarea (1954)
- Despre București (1975)
- Despre o anume fericire (1973)
- Destinația Mahmudia (1981)
- Destine romantice (1981)
- Detașamentul „Concordia” (1980)
- Detectivul (1913)
- Detunata (film) (1962)

## i
- Dialog despre frumusețe (1972)
- Diferite imagini (1964)
- Digul (film) (1968)
- Dimineața Mihaelei (1959)
- Dimineața pierdută (1986) (Teatru)
- Diminețile unui băiat cuminte (1966)
- Dimitrie Cantemir (film) (1973)
- Dimitrie Gusti (film) (1971)
- Dincolo de America (2008)
- Din grozăviile lumii (1920)
- Din dragoste cu cele mai bune intenții (coproducție, 2011)
- Din nou împreună (1978)
- Din Piatra Craiului la Făgăraș (1960)
- Din prea multă dragoste (1985)
- Din viața cooperatistă a Sibiului (1938)
- Din viața lui Păcală (1915)
- Dincolo (1999)
- Dincolo de barieră (1965)
- Dincolo de brazi (1957)
- Dincolo de nisipuri (1973)
- Dincolo de orizont (1978)
- Dincolo de pod  (1976), regia Mircea Veroiu
- Dinu și Rodica (1926)
- Directorul nostru (1955) [1]
- Distincții militare românești (2000)
- Divorț din dragoste (1991)

## o
- Doamna de la etajul II (1937)
- Doctor fără voie (1976) (Teatru)
- Doctorul Poenaru (1978)
- Doftana (film) (1974)
- Doi băieți ca pâinea caldă (1962)
- Doi bărbați pentru o moarte (1969)
- Doi haiduci și o crâșmăriță (1993)
- Doi pe o bancă (1997) (Teatru)
- Doi rățoi în război (1956)
- Doi vecini (1958)
- Doina Oltului (1956)
- Dolce far niente (1998)
- Domnișoara Aurica (1985)
- Domnișoara Christina (1996)
- Domnișoara Nastasia (1976) (Teatru TV)
- Domnul Goe (1956)
- Două creioane (1965)
- Două lozuri (1957)
- Două lumi și o dragoste (1947)
- Două milenii de creștinism (2002)
- Două vieți (1958)

## r
- Dracul cu scripca (1969)
- Dracula the Impaler / Vlad Nemuritorul (film) (2002)
- Dragoste de marinar (1913)
- Dragoste la mânăstire (1912)
- Dragoste la zero grade (1964)
- O dragoste lungă de-o seară (1963)
- Dragoste și apă caldă (1992)
- Dragostea mea călătoare (1980)
- Dragostea și revoluția (1983)
- Dragostea începe vineri (1972)
- Dragus (1929)
- Dreptate în lanțuri (1983)
- Dreptatea (film) (1989)
- Drum nou (1961)
- Drum în penumbră (1972)
- Drumeț în calea lupilor (1988)
- Drumul (1965)
- Drumul câinilor (1991)
- Drumul iertării (1927)
- Drumul oaselor (1980)
- Drumul oțelului (1958)
- Drumul spre succes (1966)
- Drumuri (1964)
- Drumuri în cumpănă (1978)
- Drumurile Crișanei (1961)

## u
- Duelul (1981)
- Duhul aurului (1974)
- Duios Anastasia trecea (1979)
- Dulcea saună a morții (2003)
- Dumbrava minunată (film) (1980)
- Duminică la ora 6 (1965)
- Duminică în familie (1987)
- Dumnezeu la saxofon, dracul la vioară (2004)
- După 20 de ani (1972)
- După 40 de ani (1970)
- După concurs (1955)
- După-amiază obișnuită (1968)
- După-amiaza unui torționar (2001)
- Dușmanii invizibili (1960)